# Melannurca campana

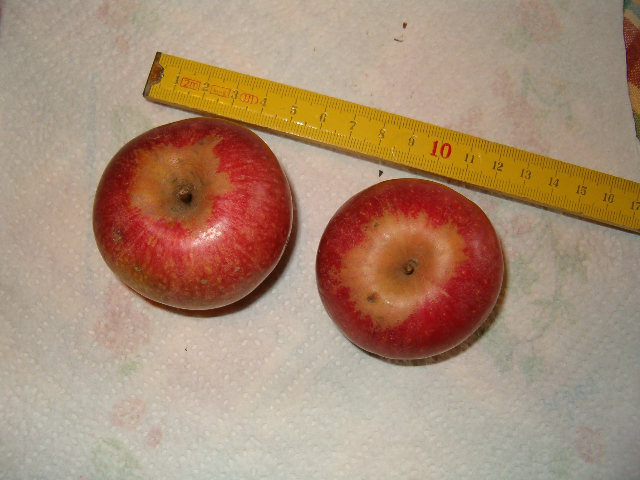
Dimensioni della melannurca campana

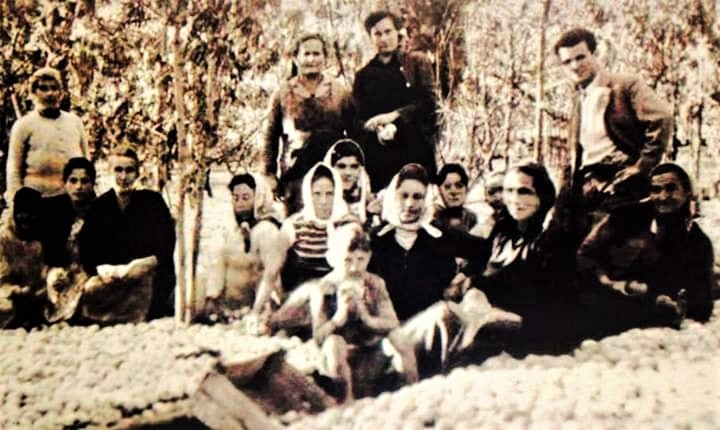
La raccolta delle mele (foto d'epoca)

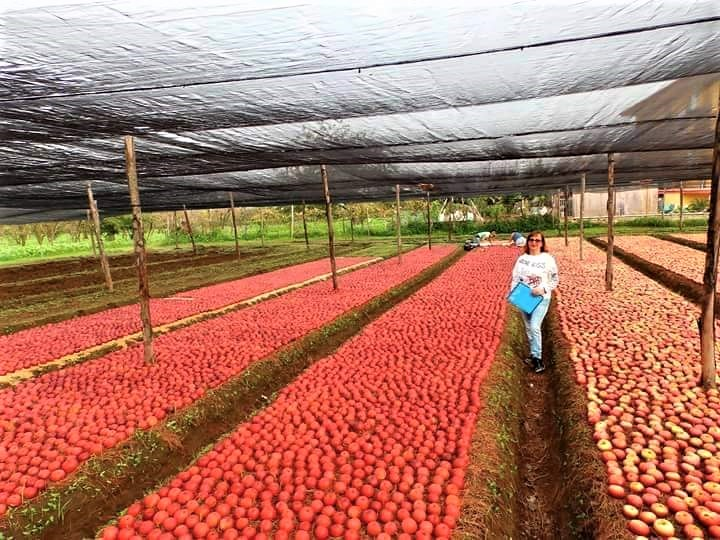
Un tipico melaio di maturazione

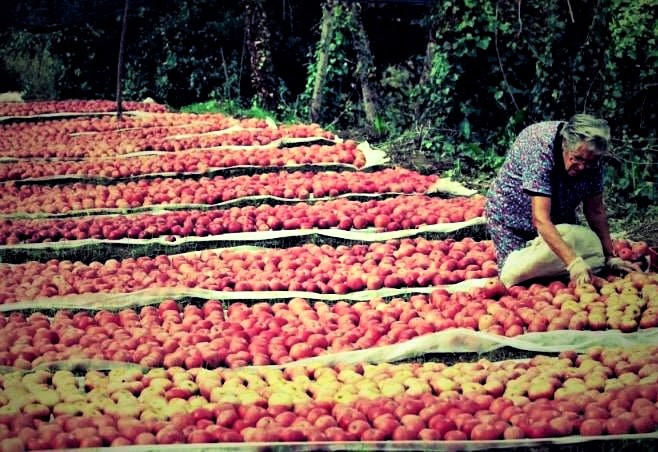
La sistemazione delle mele a terra (Anni Settanta del '900)

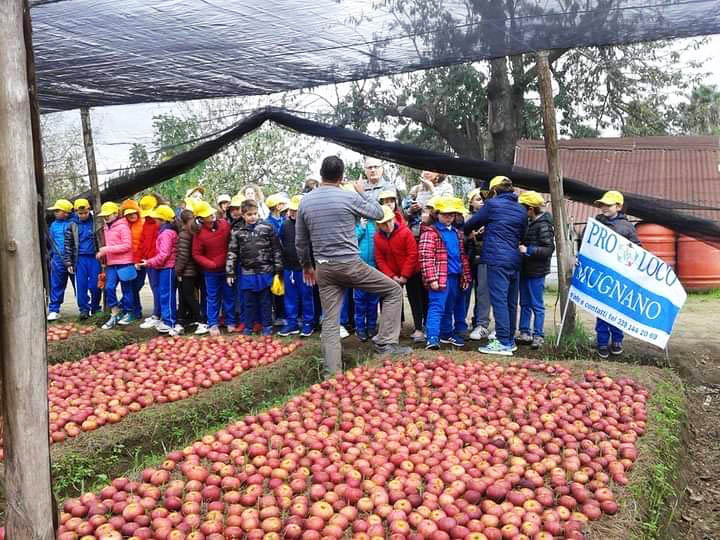
Visita guidata di studenti ad un melaio

La melannurca o mela annurca campana è un prodotto ortofrutticolo italiano che designa una varietà pregiata di mela tipica della regione Campania.
La raccolta di questi frutti, ancora acerbi, deve iniziare intorno alla metà di settembre onde evitare che si decompongano cadendo al suolo in quanto caduchi. Subito dopo inizia la fase di maturazione, detta "arrossamento", con l'esposizione al sole per 10-15 giorni.
Le mele vengono sistemate a terra sui "melai", o "pòrche", vale a dire strisce di terreno ricoperte da graticci di paglia ricavata dalla trebbiatura e delimitate da solchi per far sfociare l'acqua. Vengono frequentemente girate a mano, fino a raggiungere il tipico colore. Quest'ultima operazione è svolta prevalentemente dalle donne.

## Etimologia e storia
La Melannurca è presente in Campania dall'età preromana degli Italici Osci e Sanniti. Alcuni dipinti rinvenuti negli scavi di Pompei e di Ercolano, in particolare nella Casa dei Cervi, testimoniano la sua stretta connessione con il successivo mondo romano nell'ambito della Campania Felix.
Luogo di origine sarebbe il territorio di Pozzuoli, l'antica Puteoli, come riporta Plinio il Vecchio (I secolo d.C.) nel suo trattato: Naturalis historia, con la denominazione di Mala Orcula in relazione al limitrofo Orco, vale a dire il lago d'Averno, sede degli Inferi. Secondo un'altra ipotesi, il nome deriverebbe dal verbo latino indulcō (addolcire) riferendosi alla sopraddetta modalità di maturazione.
Tuttavia è il comune di Quarto il leader in regione per quanto riguarda la produzione. 
Nel 1583 Giovanni Battista Della Porta (1535-1615) nell'opera Pomarium, descrivendo i frutti prodotti nell'agro puteolano, afferma che: «...le mele che da Varrone, Columella e Macrobio sono dette orbiculàte, provenienti da Pozzuoli, hanno la buccia rossa, da sembrare macchiate nel sangue e sono dolci di sapore, volgarmente sono chiamate Orcole». Nei secoli successivi compaiono i nomi di Anòrcola e Annòrcola mentre l'attuale denominazione "Annurca" è presente nel Breve ragguaglio dell'agricoltura e pastorizia del regno di Napoli di qua' del faro di Guglielmo Gasparrini (1845), nel Forze produttive della provincia di Napoli di Alessandro Betocchi (1874), e nel Manuale di Arboricoltura di Giuseppe Antonio Pasquale (1876).

## La Melannurca a rischio estinzione
La Melannurca Campana rischiò l'estinzione nei decenni successivi alla seconda guerra mondiale. Largamente consumata prima del periodo bellico, durante gli anni 1960 fu gradualmente sostituita da una varietà proveniente dagli Stati Uniti d'America, di dimensioni maggiori e migliore dal punto di vista estetico. Da circa venti anni si assiste a una larga ripresa di questa attività.

## Il caso della Melannurca "camuffata" da siciliana
L'epidemia di colera che colpì Napoli nell'agosto del 1973 determinò la crisi della Melannurca Campana, nonostante l'Organizzazione mondiale della sanità avesse dichiarato la città fuori pericolo nel successivo mese di ottobre. Per timore del contagio, grandi partite rimasero invendute nei mercati ortofrutticoli della periferia partenopea e nel deposito-frigorifero di Mugnano di Napoli. Questa grave situazione indusse alcuni commercianti ad utilizzare ingegnosamente veicoli e autotrasportatori provenienti dalla Sicilia, in particolare da Palermo, riuscendo così a smaltire la produzione di quell'anno.

## La Melannurca e l'alluvione dei Regi Lagni
Una serie d'intense piogge provocò a Mugnano di Napoli, nel 1975, l'esondazione del "Lagno" lungo il quale erano presenti vaste distese di Melannurche. Le forti correnti d'acqua mista a fango trasportarono le mele sin verso il centro storico causando ingenti danni economici.

## Riconoscimenti
Nel marzo 2006, a livello europeo, la denominazione "Melannurca Campana" è stata riconosciuta quale Indicazione geografica protetta (IGP).

## Registrazione
L'Indicazione Geografica Protetta "Melannurca Campana" è stata riconosciuta, ai sensi del Reg. CE n. 2081/92, con Regolamento (CE) n. 417/2006 (pubblicato sulla GUCE n. L 72 dell'11 marzo 2006). L'iscrizione al Registro Nazionale delle Denominazioni e delle Indicazioni Geografiche Protette è avvenuta con provvedimento ministeriale del 30.03.06, pubblicato sulla Gazzetta Ufficiale della Repubblica Italiana n. 82 del 7.04.04, unitamente al Disciplinare di produzione e alla Scheda riepilogativa (già pubblicata sulla Gazzetta Ufficiale della Comunità Europea unitamente al predetto Registro 417/06).

## Organismo di controllo
L'organismo di certificazione autorizzato è l'Is.Me.CERT..

## Consorzio di tutela
Il "Consorzio di tutela Melannurca Campana IGP", costituito nel 2005, con sede a Caserta, è stato riconosciuto dal Ministero delle Politiche Agricole Alimentari con Decreto del 18 aprile 2007 (pubblicato sulla Gazzetta Ufficiale n. 100 del 2 Maggio 2007) in base all'art. 14 della legge 526/99 per la tutela, vigilanza e valorizzazione del prodotto.

## Dati economici e produttivi
Con una produzione di poco più di 60.000 tonnellate medie annue, la "Melannurca Campana" IGP costituisce l'80% circa della produzione campana di mele e il 5% circa di quella nazionale, per un valore complessivo stimato in oltre 40 milioni di euro. Attualmente è per circa 2/3 assorbita dai mercati regionali di Campania e Lazio, mentre circa un 20% raggiunge i mercati di Lombardia, Piemonte e Toscana. La tutela della Melannurca si aggiunge a quelle già accordate alla "Mela Val di Non" DOP e "Mela Alto Adige" IGP, garantendo a più della metà del raccolto nazionale la protezione comunitaria di qualità certificata. Pur contando su di una superficie di oltre 4.000 ettari (80% del totale Campania), la superficie iscritta al sistema di certificazione dell'IGP (dati 2005) è di 288 ha, per un totale di 86 aziende agricole produttrici iscritte al Registro. La produzione certificata è stata di 25.000 quintali circa, commercializzata da 4 delle 8 ditte confezionatrici iscritte al sistema IGP.

## Aree di produzione

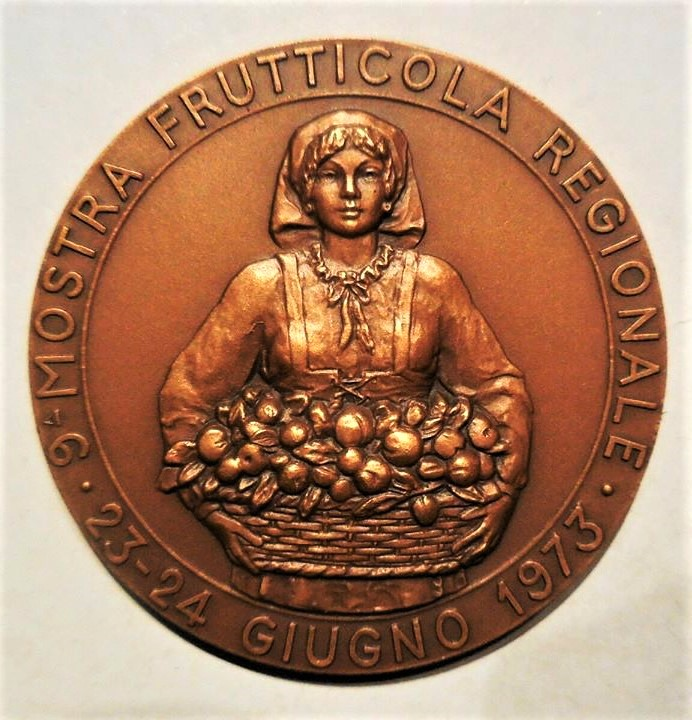
Mostra frutticola di Giugliano in Campania. Medaglia commemorativa del 1973

Tradizionalmente coltivata nell'area flegrea e vesuviana, spesso in aziende di piccole dimensioni e, talora, in promiscuità con ortaggi o altre varietà di frutta, la "Melannurca Campana" si è andata diffondendo in questi ultimi decenni nelle aree aversana, maddalonese e beneventana, nel nocerino, nell'irno, i picentini e, infine, in tutta l'area dell'alto casertano (incluso il sud del Lazio "borbonico", già facente parte della provincia di Caserta).
Il territorio in cui si produce la più grande quantità della cosiddetta regina delle mele è il “comprensorio giuglianese" con esso maggiormente il comune che dà il nome a questa zona: Giugliano in Campania, da secoli ritenuta la città della Melannurca. Un cinegiornale del Novembre 1934 dell'Archivio Luce mostra la raccolta e la lavorazione, inclusa la lucidatura con spazzole di lana, delle mele annurche a Casoria.
Città metropolitana di Napoli
- Territori comunali interessati alla produzione: Giugliano in Campania, Acerra, Brusciano, Caivano, Calvizzano, Castello di Cisterna, Marano di Napoli, Mariglianella, Marigliano, Mugnano di Napoli, Nola, Pomigliano d'Arco, Qualiano, Quarto, Saviano, Sant'Antimo, San Vitaliano, Villaricca.
- Territori comunali parzialmente interessati alla produzione: Bacoli, Cercola, Massa di Somma, Ottaviano, Napoli, Pollena Trocchia, Pozzuoli, Sant'Anastasia, San Giuseppe Vesuviano, San Sebastiano al Vesuvio, Somma Vesuviana.

Provincia di Caserta
- Territori comunali interessati alla produzione: Aversa, Bellona, Caianello, Calvi Risorta, Camigliano, Carinaro, Casal di Principe, Casaluce, Casapesenna, Cesa, Frignano, Grazzanise, Gricignano, Lusciano, Orta di Atella, Parete, Pastorano, Pignataro Maggiore, Riardo, Sant'Arpino, San Cipriano d'Aversa, Santa Maria la Fossa, San Marcellino, San Tammaro, Sparanise, Succivo, Teano, Teverola, Trentola Ducenta, Villa di Briano, Vitulazio.
- Territori comunali parzialmente interessati alla produzione: Ailano, Alvignano, Baia e Latina, Caiazzo, Capua, Carinola, Castel di Sasso, Cellole, Conca della Campania, Dragoni, Falciano del Massico, Formicola, Francolise, Galluccio, Giano Vetusto, Maddaloni, Marzano Appio, Mignano Monte Lungo, Mondragone, Pietramelara, Pietravairano, Pontelatone, Pratella, Presenzano, Rocca d'Evandro, Roccamonfina, Roccaromana, Ruviano, San Pietro Infine, Sessa Aurunca, Tora e Piccilli, Vairano Patenora, Valle di Maddaloni, Villa Literno.

Provincia di Avellino
- Territori comunali parzialmente interessati alla produzione: Aiello del Sabato, Cervinara, Montoro, Rotondi, Santa Lucia di Serino, San Martino Valle Caudina, San Michele di Serino, Santo Stefano del Sole, Serino.

Provincia di Benevento
- Territori comunali interessati alla produzione: Sant'Agata de' Goti, Amorosi, Dugenta, Limatola, Puglianello, San Salvatore Telesino, Telese.
- Territori comunali parzialmente interessati alla produzione: Airola, Bonea, Bucciano, Durazzano, Faicchio, Frasso Telesino, Melizzano, Moiano, Montesarchio, Paolisi, San Lorenzello.

Provincia di Salerno
- Territori comunali interessati alla produzione: Bellizzi, Montecorvino Pugliano.
- Territori comunali parzialmente interessati alla produzione: Baronissi, Battipaglia, Campagna, Eboli, Fisciano, Giffoni Sei Casali, Giffoni Valle Piana, Mercato San Severino, Montecorvino Rovella, Olevano sul Tusciano, Pontecagnano Faiano, Salerno, San Cipriano Picentino, San Mango Piemonte.

## La melannurca campana in cucina
La melannurca campana è un frutto versatile nelle preparazioni di dolci come le tradizionali mele cotte al forno, torte, crostate, strudel e sfogliatelle. Pregiati sono anche i liquori ottenuti per infusione.

## I benefici della melannurca campana
Il Dipartimento di Farmacia dell’Università Federico II di Napoli ha condotto, negli ultimi anni, delle importanti analisi sulla melannurca campana in rapporto alla salute dell’uomo. Le ricerche hanno evidenziato un elevato potere nutritivo e contenuto di proteine B1, B2, PP, e C, minerali quali ferro, fosforo, potassio e manganese, oltre alla presenza di fibre. L’ambiente di natura vulcanica nel quale vengono coltivate nonché l’esposizione dei frutti staccati dall’albero alle radiazioni UV, determinano un livello di antiossidanti maggiore nei confronti di altre varietà di mele. 
Oltre ad avere proprietà diuretiche, la melannurca campana regola le funzioni dell’intestino, rafforza la muscolatura, diminuisce il tasso di colesterolo cattivo e favorisce la crescita dei capelli. È particolarmente indicata alle persone affette da diabete e nelle diete agli infermi.